# Afer (slak)
Afer is een geslacht van weekdieren uit de klasse van de Gastropoda (slakken).

## Soorten
- Afer afer (Gmelin, 1791)
- Afer africanus (Sowerby III, 1897)
- Afer cumingii (Reeve, 1848)
- Afer echinatus Fraussen, 2008
- Afer ignifer Fraussen & Trencart, 2008
- Afer lansbergisi Delsaerdt, 1993
- Afer porphyrostoma (Reeve, 1847)
- Afer pseudofusinus Fraussen & Hadorn, 2000